# Бредон
Бредон (фр. Bresdon) насеље је и општина у западној Француској у региону Поату-Шарант, у департману Приморски Шарант која припада префектури Сен Жан д'Анжели.
По подацима из 2011. године у општини је живело 256 становника, а густина насељености је износила 15,36 становника/km². Општина се простире на површини од 16,67 km². Налази се на средњој надморској висини од 81 метар (максималној 146 m, а минималној 78 m).

## Демографија
| 1962. | 1968. | 1975. | 1982. | 1990. | 1999. | 2011. |
| ----- | ----- | ----- | ----- | ----- | ----- | ----- |
| 343   | 368   | 391   | 342   | 307   | 279   | 256   |

График промене броја становника у току последњих година